# Juan José Castillo Barreto
Juan Castillo Barreto (Las Palmas de Gran Canària, 3 d'octubre de 1955) és un exfutbolista i exentrenador espanyol que jugava com a davanter, generalment per l'esquerra.

## Clubs
| Club                | País    | Any       |
| ------------------- | ------- | --------- |
| U. D. UD Las Palmas | Espanya | 1974-1983 |
| R. CD RCD Mallorca  | Espanya | 1983-1984 |
| CD Màlaga           | Espanya | 1984      |
| U. D. UD Las Palmas | Espanya | 1985-1987 |
| U. D. Telde         | Espanya | 1985-1989 |